# Philippe Millot
Pour les articles homonymes, voir Philippe Millot (homonymie).
Philippe Millot est un footballeur français né le 18 mars 1962 à Dijon dans le département de la Côte-d'Or. Il joue au poste de défenseur central ou de milieu de terrain défensif de la fin des années 1970 au début des années 1990.
Formé à l'AS Mazargues, il réalise la majorité de sa carrière dans des clubs de Division 2 notamment le FC Martigues, le Montpellier PSC, l'AS Nancy-Lorraine et le Cercle Dijon.

## Biographie
Philippe Millot est formé à l'AS Mazargues où il est repéré par le FC Martigues qui l'engage en 1979. Dès la saison suivante, il devient titulaire en défense centrale et, en 1981, il est recruté par l'AS Saint-Étienne qui cherche un remplaçant à Oswaldo Piazza. Utilisé comme milieu de terrain défensif, il termine avec les « Verts », menés par Michel Platini, vice-champion de France à un point de l'AS Monaco. Lors du dernier match décisif pour l'obtention du titre, il marque ses deux seuls buts sous le maillot stéphanois face au FC Metz. Les Stéphanois s'imposent neuf buts à deux mais les Monégasques l'emportent sur le Racing Club de Strasbourg et gagnent ainsi le titre. En fin de saison, il est appelé en équipe de France Espoirs par Jacky Braun pour disputer le Tournoi de Toulon. Les Bleuets terminent septième de la compétition.
En 1982, il est échangé contre Alain Moizan et rejoint alors l'Olympique lyonnais. Le club termine dix-neuvième du championnat et se retrouve alors relégué en Division 2. Philippe Millot retourne alors au FC Martigues une saison avant de s'engager avec le Montpellier PSC en 1984. Le club montpelliérain rate les barrages d'accession en fin de saison pour un point. En 1986-1987, Philippe Millot est utilisé au poste de milieu défensif droit aux côtés de Jean-Claude Lemoult. Le MPSC remporte le titre de champion de France de Division 2 et retrouve l'élite six ans après l'avoir quitté.
Non conservé par le MPSC, il rejoint alors l'AS Nancy-Lorraine avec qui il dispute deux saisons en Division 2. En 1990, il rejoint le Cercle Dijon, autre club de Division 2. Le club dijonnais termine dixième de son groupe la première saison mais se retrouve relégué en Division 3 en 1990-1991. Il évolue ensuite une saison aux SR déodatiens puis deux saisons à l'US Saint-Malo avant de mettre fin à sa carrière. Il est ensuite entraîneur de 2002 à 2007 du CSL Chenôve Football.
Son fils, Vincent Millot est tennisman professionnel depuis 2009,.

## Palmarès
Philippe Millot dispute 43 matchs pour trois buts inscrits en Division 1 et, 271 rencontres pour six buts marqués en Division 2. Avec l'AS Saint-Étienne, il termine vice-Champion de France en 1982.
Sous les couleurs du Montpellier HSC, il remporte le titre de champion de France de division 2 en 1987.

## Statistiques
Le tableau ci-dessous résume les statistiques en match officiel de Philippe Millot durant sa carrière de joueur professionnel.
| Saison      | Club               | Pays   | Championnat | Championnat | Championnat | Coupes nationales | Coupes nationales | Coupe d'Europe | Coupe d'Europe | Coupe d'Europe |
| Saison      | Club               | Pays   | Division    | Matchs      | Buts        | Matchs            | Buts              | Type           | Matchs         | Buts           |
| ----------- | ------------------ | ------ | ----------- | ----------- | ----------- | ----------------- | ----------------- | -------------- | -------------- | -------------- |
| 1979 - 1980 | FC Martigues       | France | Division 2  | 14          | 0           | 3                 | 0                 | -              | -              | -              |
| 1980 - 1981 | FC Martigues       | France | Division 2  | 32          | 1           | 7                 | 0                 | -              | -              | -              |
| 1981 - 1982 | AS Saint-Étienne   | France | Division 1  | 10          | 2           | 1                 | 0                 | C1             | 2              | 0              |
| 1982 - 1983 | Olympique lyonnais | France | Division 1  | 33          | 1           | 3                 | 0                 | -              | -              | -              |
| 1983 - 1984 | FC Martigues       | France | Division 2  | 34          | 2           | 3                 | 0                 | -              | -              | -              |
| 1984 - 1985 | Montpellier PSC    | France | Division 2  | 19          | 0           | 1                 | 0                 | -              | -              | -              |
| 1985 - 1986 | Montpellier PSC    | France | Division 2  | 25          | 1           | 3                 | 0                 | -              | -              | -              |
| 1986 - 1987 | Montpellier PSC    | France | Division 2  | 28          | 1           | 2                 | 0                 | -              | -              | -              |
| 1987 - 1988 | AS Nancy-Lorraine  | France | Division 2  | 33          | 0           | 2                 | 0                 | -              | -              | -              |
| 1988 - 1989 | AS Nancy-Lorraine  | France | Division 2  | 25          | 0           | -                 | -                 | -              | -              | -              |
| 1989 - 1990 | Cercle Dijon       | France | Division 2  | 34          | 1           | -                 | -                 | -              | -              | -              |
| 1990 - 1991 | Cercle Dijon       | France | Division 2  | 27          | 0           | 2                 | 0                 | -              | -              | -              |
| Total       | Total              | Total  | Total       | 314         | 9           | 28                | 0                 | -              | 2              | 0              |